# Demis Nikolaidis
Themistoklis „Demis“ Nikolaidis (griechisch Θεμιστοκλής „Ντέμης“ Νικολαΐδης, * 17. September 1973 in Gießen) ist ein ehemaliger griechischer Fußballspieler. Er war Präsident von AEK Athen.

## Vereinskarriere
Nikolaidis, der als einer der größten griechischen Fußballer gilt, begann seine Karriere 1992 bei Ethnikos Alexandroupolis. 1993 wechselte er zu Apollon Smyrnis. 1996 unterschrieb er bei AEK Athen, wo er seine erfolgreichste Zeit erlebte. Mit AEK Athen gewann er vier Mal den griechischen Pokal (1996, 1997, 2000, 2002) und ein Mal den griechischen Supercup. 2001 wurde Nikolaidis Topscorer im UEFA-Pokal, zwei Jahre zuvor wurde er Topscorer der Alpha Ethniki. Insgesamt bestritt er 189 Spiele für AEK Athen, dabei traf er 125 Mal. 2003 wechselte er zu Atlético Madrid, mit denen er den Trofeo Ramón de Carranza gewann. 2004 trat er im Alter von nur 31 Jahren vom Profi-Fußball zurück und wurde Präsident seines langjährigen Vereins AEK Athen.

## Nationalmannschaft
Nikolaidis bestritt zwischen 1995 und 2004 insgesamt 54 Spiele für die griechische Fußballnationalmannschaft. Dabei gelangen ihm 17 Treffer. 1999 trat er zusammen mit Elias Atmatsidis und Michalis Kasapis aus Protest wegen Ungerechtigkeiten innerhalb des Verbandes aus dem Nationalteam zurück. Dies war ein schwerer Verlust für die Griechen. Nach dem Griechenland einige katastrophale Ergebnisse ablieferte, entschloss sich Nikolaidis im Jahr 2002 wieder für Griechenland zu spielen. Später qualifizierte sich das Team für die Fußball-Europameisterschaft 2004 und gewann diese sensationell.

## Trivia
- Nikolaidis war mit der griechischen Sängerin Despina Vandi verheiratet. Zusammen haben sie eine Tochter, Melina und einen Sohn namens Giorgos.

## Erfolge
- Griechischer Pokalsieger (3): 1997, 2000, 2002
- Europameister: 2004 (4 Einsätze / kein Tor)
- Griechischer Torschützenkönig: 1998/1999 (22 Tore)

| Personendaten    | Personendaten                               |
| ---------------- | ------------------------------------------- |
| NAME             | Nikolaidis, Demis                           |
| ALTERNATIVNAMEN  | Nikolaidis, Themistoklis                    |
| KURZBESCHREIBUNG | griechischer Fußballspieler und -funktionär |
| GEBURTSDATUM     | 17. September 1973                          |
| GEBURTSORT       | Gießen                                      |